# Romualdo Marenco
Romualdo Marenco (Novi Ligure, 1º marzo 1841 – Milano, 9 ottobre 1907) è stato un compositore italiano, noto soprattutto per le sue musiche dei gran balli italiani.

## Biografia
Nato da famiglia repubblicana, trasferita da Genova a Novi Ligure in seguito alla soppressione della Repubblica di Genova, Romualdo Marenco fu avviato alla musica dodicenne, dal mazziniano Pietro Isola, traduttore di Byron.
Nel 1854, dopo un solo anno di studi, esordisce come violinista nell'orchestra del Carlo Alberto di Novi Ligure. La stagione successiva è secondo fagotto al Teatro Doria di Genova, e quindi, a sedici anni, secondo violino al Teatro Carlo Felice di Genova. Ne uscirà tuttavia molto deluso da queste prime esperienze come orchestrale, in quanto nella quasi totalità dei casi non veniva retribuito regolarmente perché considerato ancora poco meno di un esordiente. Pare che in seguito avesse avuto come suo primo maestro di composizione Emilio Taddei, e forse per un brevissimo periodo anche il compositore-percussionista Serafino De Ferrari, con il quale ebbe uno screzio e che lo portò ad abbandonare Genova per trasferirsi a Milano. In fatto di composizione Marenco fu sostanzialmente autodidatta.
Attivista della Società Nazionale Italiana, vicino ad Anton Giulio Barrili e Pier Alessandro Paravia, Marenco è portato al debutto da compositore da Cesare Cecchetti, padre dell'Enrico Cecchetti poi primo ballerino, coreografo e insegnante della Scuola Imperiale di San Pietroburgo e maestro di danza della compagnia i Ballets Russes di Sergej Djagilev.
Nel settembre 1860, a diciannove anni, Marenco presenta infatti al Nazionale di Firenze Niccolò de Lapi, ovvero Firenze ai tempi dell'assedio, subito seguito da Lo sbarco dei garibaldini in Sicilia, col quale, probabilmente per primo, porta in scena la storia in diretta, e che l'anno dopo va in scena al Teatro Doria di Genova come Lo sbarco dei garibaldini a Marsala e la presa di Palermo.
Nel 1862 Marenco presenta a Roma Edelina, subito replicato a Genova e Milano, e cui a Genova segue Il Balilla (1864): un lavoro patriottico risorgimentale dedicato alla città e alla cittadinanza che aveva patito l'aggressione e le atrocità dei bersaglieri di La Marmora (cfr. Sacco di Genova).
Trasferitosi a Milano nel 1865, Marenco viene presentato alla contessa Maffei, cui dedica Rimembranze dei colli di Lecco su testo di M. Marcello, allora direttore del foglio di critica musicale Il Trovatore.
In questo primo soggiorno milanese Marenco compone Il corsaro, ovvero la terribile vendetta di un pirata (1867), che diverrà il cavallo di battaglia di Enrico Cecchetti. Il talento di strumentista lo avvicina alla Società del Quartetto, a Faccio, a Boito e soprattutto a Bottesini, col quale è a Parigi e Bruxelles, anche attraversando gli ambienti della prima Scapigliatura, finché le sempre più frequenti trasferte a Parigi gli procurano l'ingaggio come primo violino del Teatro Naum di Costantinopoli, città che al tempo è meta ambitissima e in cui Giuseppe Donizetti Paşa è ancora direttore musicale del Sultano.
Prima di partire per Costantinopoli Marenco affida Armida al coreografo Ferdinando Pratesi (inizialmente rappresentata come Cleofe) e firma Nephte insieme a Paolo Giorza, Giovanni Bolelli e Albert Franz Doppler. Andranno entrambe in scena in Italia durante il soggiorno di Marenco a Costantinopoli. Un periodo di diciotto mesi in cui Marenco, oltre a rielaborare Esmeralda di Cesare Pugni, matura le conoscenze musicali che in seguito gli varranno gli elogi del pioniere degli studi etnomusicologici Amintore Galli.
Tornato in Italia nel 1869, Marenco dirige al Teatro Riccardi di Bergamo I Lombardi alla prima crociata di Verdi e La favorita di Donizetti, nella quale nel ruolo di Inez canta sua sorella Luigia, soprano al Regio di Torino e di Parma, moglie del tenore Achille Corsi e madre di Emilia Corsi. Tiene quindi un concerto al Teatro dei Filodrammatici di Milano con il fratello Tomaso, anch'egli primo violoncello con Faccio e Bottesini e successivamente Presidente onorario del Conservatorio di Buenos Aires, e, dopo aver presentato una Sinfonia, accetta l'ingaggio come Direttore dei Balli al Teatro Fossati, mentre La Scala si prepara a portare in scena Amore e arte, firmato con Stringelli, che debutta nel febbraio 1870, mentre Marenco a Roma è impegnato nell'allestimento di Emma Florans alla corte del Portogallo.
Il primo grande successo di Marenco è però Bianca di Nevers, che debutta a Firenze nel 1870 e, dopo due anni di repliche in tutta Italia, viene scelta dal Teatro alla Scala per lo spettacolo di inaugurazione dell'Esposizione di Belle Arti del 1872, alla presenza del re Vittorio Emanuele II, accanto alle composizioni lirico-sinfoniche di Hérold, Meyerbeer, Verdi, Gounod e Petrella.
Nel 1872 Marenco è chiamato da Franco Faccio a ricoprire il ruolo di primo violino e Direttore dei Balli del Teatro alla Scala, in cui suo fratello Tomaso è già primo violoncello. Nel frattempo partecipa ad Alfa e omega, con Tofano, Dall'Argine, Baur, Bottesini e Giaquinto, e mentre porta in scena alla Scala I sette peccati capitali, Nephte o Il figliuol prodigo (1873) e La tentazione (1874), poi ripreso come Ermanzia (1876 al Teatro Regio di Torino), si avvicina sempre di più a Ponchielli, del quale dirige fra gli altri Le due gemelle, Clarina e la Danza delle ore, coreografata da Manzotti.
Nel 1874, reduce da quattro anni di successi, Marenco debutta con l'opera. In scena al Teatro Piontelli di Lodi, Lorenzino de' Medici guadagna il salto verso Milano, ma nel dicembre 1875 è messo in scena in modo tanto affrettato e raffazzonato al Teatro Dal Verme che i critici sospendono ogni giudizio.
Marenco inizia quindi a dedicarsi al Federico Struensee, opera lirica della quale è anche autore del libretto, a Il bacio dell'arte, libretto per un ballo ispirato alle conquiste della civiltà nel mondo e quindi all'Inno delle Nazioni, che presenta in concerto ai Giardini Pubblici di Milano nella primavera del 1878 e tre anni dopo diventerà uno dei temi di Excelsior.
Nel 1878 inizia anche la collaborazione, con il coreografo Luigi Manzotti, su Sieba o la spada di Wotan, che, sebbene nato sotto i peggiori auspici, si rivela invece un successo pieno, addirittura superiore a Bianca di Nevers; esso consacra Marenco compositore a tempo pieno, tanto che, grazie ai successivi Day-Sin e L'astro degli Afghan (1879) realizzati con Ferdinando Pratesi, la sua popolarità inizia a varcare i confini nazionali, mentre compone Delial (1880) e I Moncada, un'opera che scrive in fretta e furia su libretto dell'amico Fulvio Fulgonio ed è già al lavoro su Excelsior, il lavoro che lo imporrà definitivamente alla ribalta internazionale.
Presentato l'11 gennaio del 1881 e abbinato all'Esposizione Nazionale di Milano, Excelsior ha subito un successo travolgente, tanto che in estate re Umberto I nomina Manzotti e Marenco Cavalieri.
Nel giro di pochi mesi Excelsior va in cartellone a New York e Berlino, dove infila centinaia di repliche consecutive prima di trionfare anche a Parigi, Londra, Vienna, Madrid e Buenos Aires. Arriverà ovunque da San Pietroburgo a San Francisco, tanto da essere fino alla prima guerra mondiale uno dei lavori più rappresentati al mondo.
Ma, di fronte a tanto successo, pochi mesi dopo la nascita della Società Italiana degli Autori (1882), il coreografo Luigi Manzotti deposita una versione della partitura di Excelsior, stampata dalla Copisteria Musicale Teatrale di G.C. Chiti di via Broletto 15, Milano, intitolata «Excelsior. Ballo di L. Manzotti con Passo delle Scintille, Musica del Maestro Angelo Venanzi», in virtù della quale innesca la celebre querelle per estromettere il compositore. Si tratta, infatti, di una ristampa con aggiunte, il metodo di contraffazione più diffuso a quel tempo, del quale hanno abbondantemente trattato sia Carlo Tenca sia Antonio Fortunato Stella. E, oltre a Excelsior, Manzotti e Venanzi realizzano anche una versione di Sieba, per una querelle che, culminata in uno scontro fisico in galleria, si risolverà grazie all'intervento della pretura e della neonata Società Italiana degli Autori (poi SIAE), ma soprattutto per le sollecitazioni che provengono dal quotidiano parigino Le Figaro, apertamente schierato dalla parte del compositore.
A Parigi infatti il successo di Excelsior ha schiuso a Marenco le porte del Teatro Eden, gestito dai fratelli Gouzien (già proprietari della Revue des Lettres et des Arts), dove Marenco porterà in scena anche Sieba e Day-Sin, ma anche quelle dei Bouffes-Parisiens, che hanno appena perduto Jacques Offenbach. Qui ai Bouffes Marenco nel 1884 presenta infatti Le Diable au corps, operetta su libretto di E. Blum e P. Toché, che riscuote un buon successo (mentre in Italia si diffonde la notizia sia un fiasco).
In Italia infatti, dopo la querelle con Manzotti, il nome di Marenco è ormai indissolubilmente legato alla battaglia per il riconoscimento della proprietà intellettuale, di cui il compositore non fa mistero di essere alfiere e cui si dedica con ancor più impegno dopo il successo di Amor, un ballo in 2 atti e 16 scene, caratterizzato dalla presenza di 614 esecutori di cui 72 ballerine, 32 ballerini, 64 mimi, 48 corifee, 48 allieve, 350 comparse, 3100 costumi, 8000 oggetti, 12 cavalli, 2 buoi e un elefante, che debutta alla Scala nel febbraio 1886, poche settimane dopo la morte di Ponchielli.
Sempre attento alle nuove opportunità aperte dalla modernità, nel 1887, mentre Excelsior continua ad essere replicato in tutto il mondo, Marenco realizza insieme all'amico Chène de Vère, fondatore di IGP, la prima agenzia di pubblicità in Italia, il valzer Roma bitter e I cuscini volanti, un galop racchiuso in un elegantissimo album, dato in omaggio a tutti i viaggiatori di lunga percorrenza che affittano cuscini nelle stazioni di partenza.
Nel settembre 1887 riesce finalmente a ottenere dalla Società degli autori una nuova regolamentazione per i petit-droits, i diritti legati alle esecuzioni della musica nei locali, che, fino ad allora, venivano totalmente incamerati dagli editori, anche nel caso di musica di autori che, privi di contratti editoriali, si erano pubblicati da sé.
Così, mentre presenta Annibale (1888) e Teodora (1889), redige il pamphlet Per l'avvenire della musica in Italia. Conseguenze e danni derivanti dal monopolio delle opere in musica che darà alle stampe nel 1889, prima di abbandonare nuovamente l'Italia.
Nel 1890 l'ormai quarantanovenne Marenco torna infatti in Francia, dove poco tempo dopo si trasferirà anche Edel, lo scenografo di Excelsior e Amor, col quale Marenco darà vita a un sodalizio che, passando anche per Sport (1897), Bacco e Gambrinus (1904) e Luce, durerà fino al 1905. A Parigi Marenco porta in scena al Casino La capitaine Charlotte, prima di dedicarsi a una stagione in cui, oltre a curare le sue edizioni, scrive soprattutto per i suoi nipoti.
Ma nel 1896 Marenco è di nuovo in Italia insieme a Edel e Manzotti, riuniti per realizzare Sport, il cui obiettivo è ridare fiato alle casse ormai esauste del Teatro alla Scala. Al lavoro su Sport, Marenco porta in scena all'Eden Stabilini di Milano Strategie d'amore e quindi La figlia di Bobi.
Secondo la dettagliatissima relazione del critico Nappi, Sport è un nuovo pieno successo che porta incassi ben superiori alle più rosee aspettative, ma non sufficienti a impedire la chiusura della Scala nell'intera stagione 1898/1899.
A maggio 1898 il generale Bava Beccaris soffoca a colpi di cannone le proteste per l'ennesimo rincaro dei prezzi. È la rivolta del pane. La città è dichiarata in stato d'assedio e vi rimane fino a settembre. In aperto contrasto con la politica governativa, Marenco, che cinquant'anni prima era stato indiretto testimone del sacco di Genova, sceglie di auto-esiliarsi a Lugano. Comunica la sua decisione poche ore dopo la revoca dello stato d'assedio e parte a ottobre, dopo il concerto di commiato organizzato dalla città.
A Lugano Marenco compone su testi di Ferdinando Fontana Inno al Ticino e Noi vogliam che ricchi e poveri, canzone repubblicana per eccellenza fino alla prima guerra mondiale. Poi, su versi di Giovanni Bertacchi, Il canto dei cooperatori, inno della Lega Nazionale delle Cooperative, e quindi Inno massonico, su versi di Premoli, mentre lavora a Eureka, Gran ballo reclame da mettere in scena attraverso i finanziamenti raccolti dalle inserzioni pubblicitarie.
Della raccolta pubblicitaria di Eureka si occupa la ditta Gondrand di Milano, ma, quando è ultimata e si tratta di andare in scena (1901), il prefetto di Milano Alfazio si oppone alla rappresentazione. Finanziandosi attraverso la pubblicità, Eureka è un lavoro atipico, che elude i canonici meccanismi teatral-comunali dell'epoca.
Nel 1902 Marenco compone l'Inno per l'Esposizione di Torino, prima di tornare alla Scala con Bacco e Gambrinus (1904) e Luce (1905), scritti per le coreografie del figlio adottivo Giovanni Pratesi (alla morte di Ferdinando Pratesi, infatti, il Marenco ne sposò la vedova Filomena Panizza adottando i di lei figli avuti col Pratesi, ovvero Alfonso e Giovanni), con le scene e i costumi di Edel.
Nel 1906 è quindi la volta dell'Inno al Sempione e della Marcia dei ginnasti eseguita in occasione dell'Esposizione Universale di Milano, poche settimane prima che il compositore sia colpito dall'ictus che l'anno successivo lo porterà alla morte, il 9 ottobre 1907.

## Opere

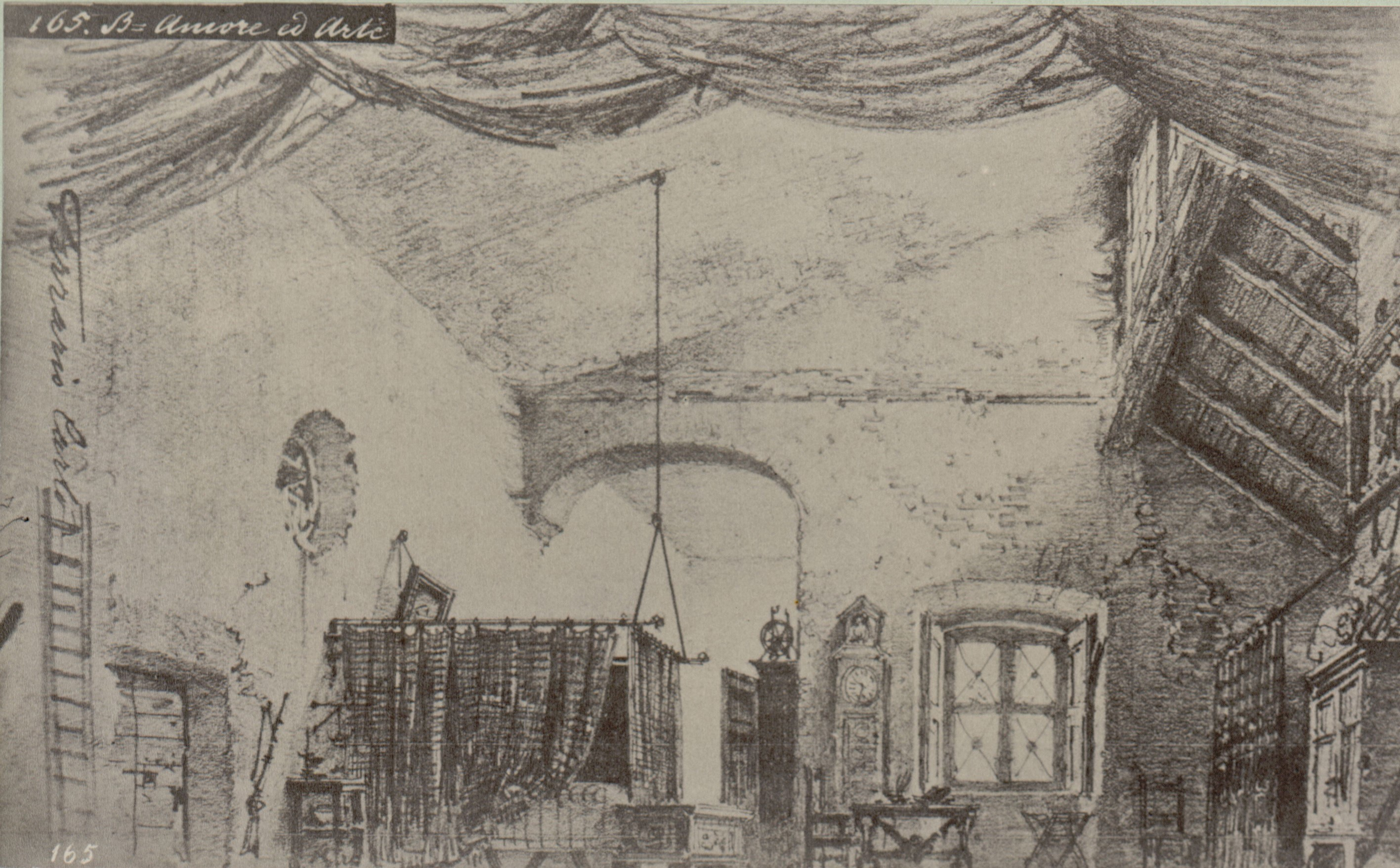
Modesta camera in casa dell'affittaiolo Rienzi, bozzetto per Amore ed Arte atto 2 scena 2 (1870).
Archivio Storico Ricordi

### Opere teatrali
- Lorenzino de' Medici, libretto di G. Perosio, Lodi 1874; Milano 1875
- I Moncada, libretto di F. Fulgonio, Milano 1880
- Federico Struensée, Novi Ligure 1908

### Operette
- Le diable au corps, libretto di E. Blum e P. Toché, Parigi 1884
- Berta, libretto di E. Blum e P. Toché, Parigi 1884
- La capitaine Charlotte, Parigi 1890
- Strategia d'amore, libretto di C. A. Blengi, Milano 1896
- La figlia di Bobi, Milano 1896
- Dolores, Milano 1896
- I piccoli viaggiatori (commediola vaudeville in atto unico), Lugano 1899
- The regatta girl, New York 1900
- Il diavolo in corpo (adattamento italiano di Le diable au corps), Roma 1905

### Balletti

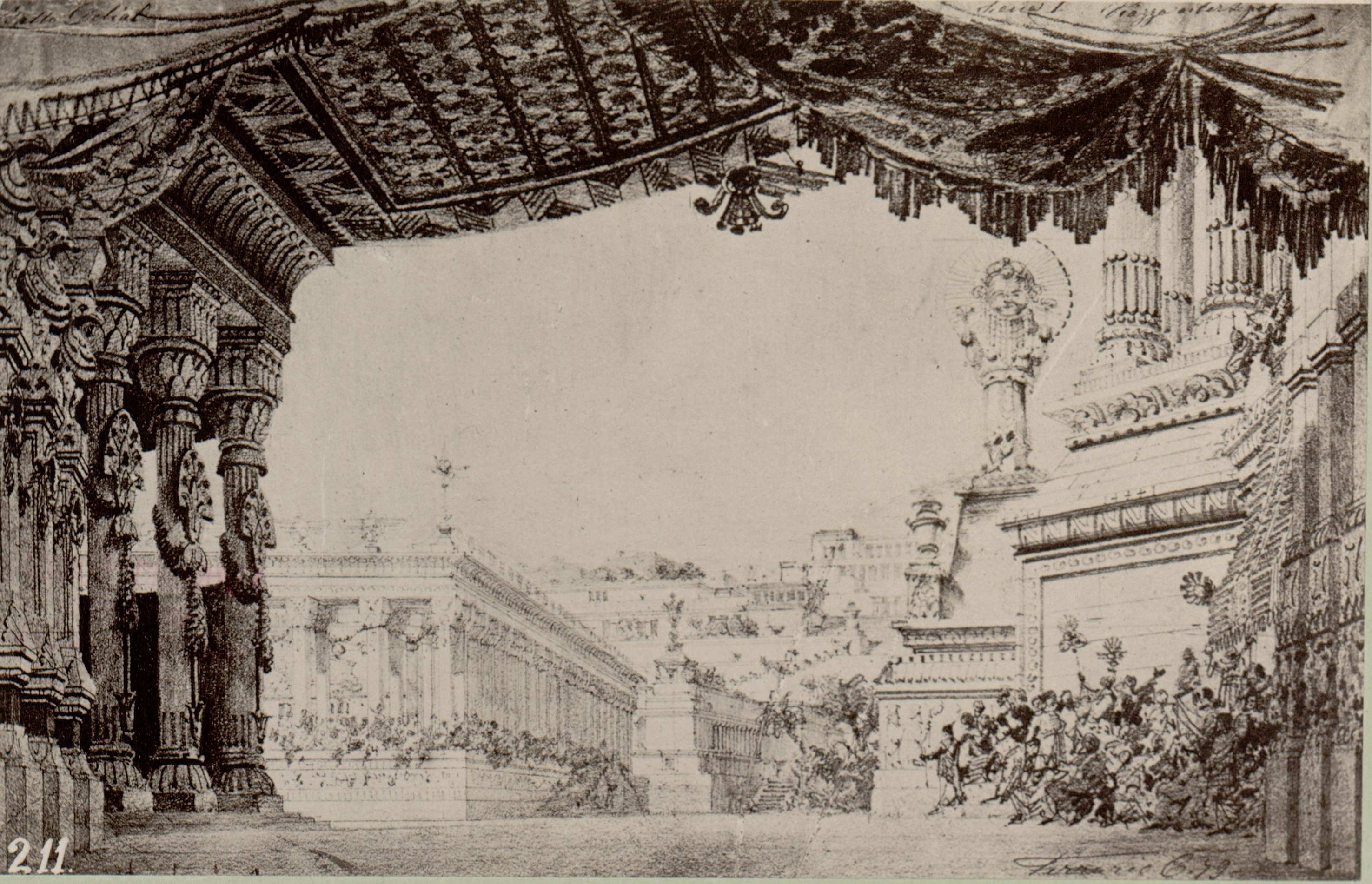
Piazza del Tempio del Sole in Persepoli, bozzetto per Delial atto 1 scena 1 (1880).
Archivio Storico Ricordi

- Niccolò de' Lapi ovvero Firenze ai tempi dell'assedio, Firenze 1860
- Lo sbarco dei garibaldini in Sicilia, Firenze 1860; poi Sbarco dei garibaldini a Marsala e la presa di Palermo, Genova 1861
- Edelina, Roma 1862
- Il Balilla, Genova 1863
- Il corsaro, Siena 1867
- Nephte, Milano 1867
- Armida (coreografo Pratesi), rappresentato col titolo Cleofe, Milano 1868
- Esmeralda, di C. Pugni, Costantinopoli, Teatro Naum 1869
- Amore e arte, Milano, Teatro alla Scala 1870
- Emma Florians alla corte del Portogallo, Roma 1870
- Flora, la regina dei fiori, Firenze 1870
- Bianca di Nevers, Firenze 1870; Milano, Teatro alla Scala 1872
- La danzatrice, Firenze 1870
- Giuditta, Firenze, Teatro Nazionale 1869
- I sette peccati capitali, Milano, Teatro alla Scala 1873
- Tentazione, poi Ermanzia, Milano, Teatro alla Scala 1874, poi al Teatro Regio di Torino 1876
- Sieba, azione coreografica in 7 atti, soggetto e coreografia di Luigi Manzotti, Teatro Regio di Torino 1878
- Day-Sin, Teatro Regio di Torino 1879
- L'astro degli Afghan, Milano, Teatro alla Scala 1883
- Delial, Milano, Teatro alla Scala 1880
- Ballo Excelsior, Milano, Teatro alla Scala 1881
- Dai Natha, Teatro Regio di Torino 1881; Milano, Teatro alla Scala 1882
- Vittorio Amedeo II, Milano, Arena Civica 1881
- Vera, Milano 1881
- Flik e Flok, di Hertel, Milano, Teatro alla Scala 1882
- La sirena, Milano 1882
- Metempsicosis, Torino 1884
- Giuditta, Napoli 1884
- Amor, Milano, Teatro alla Scala 1886
- Rolla, Napoli 1886
- Lagardère, New York 1886
- Annibale, Milano, Teatro Dal Verme 1888
- Teodora, Milano, Teatro alla Scala 1889
- Zarica (mai rappresentato) 1891
- Sport, Milano, Teatro alla Scala 1897
- Bacco e Gambrinus, Milano, Teatro alla Scala 1904
- Haydee, Milano, 1904 ma composto nel 1891
- Luce, Milano, Teatro alla Scala 1905

### Altre opere
- 2 Sinfonie
- Les Caprices (ballabile in quattro parti), Milano 1861
- Rimembranze dei colli di Lecco (alla contessa Clara Maffei), Milano 1865
- Le gemelle, Milano 1865
- Le telegrafiste, Milano 1865
- In treno celere, Milano 1866
- Manina elettrica, Milano 1866
- Rimembranze di Boscomarengo, Milano 1867
- Fibre femminili (ai bravi musicisti del Caffè Gnocchi), Milano 1871
- Illusioni giovanili, Milano 1871
- Farfallini, Milano 1872
- Al genio di Giuseppe Strauss, Milano 1874
- Valzer delle farfalle, Milano 1876
- Baltassar, versi di H. Heine, alla celebre pianista Maria Wieck, Milano 1876
- Inno delle Nazioni, Milano 1878
- Le sirene dell'arte, Esposizione Artistica nazionale di Torino 1880
- Il varo della Lepanto, 1883
- Marcia inaugurale per l'Esposizione Artistica di Torino, 1884
- I cuscini volanti, Milano 1887
- Roma bitter, Milano 1887
- La danza degli automi, Milano 1887
- Notturno, Parigi 1891
- Madre e figlia, Parigi ca. 1892
- Pei nostri bimbi, Parigi ca. 1892
- Chiacchiere infantili, Parigi ca. 1892
- Lo spazzacamino, Parigi 1893; poi Lugano 1899
- Un minuscolo battaglione, Parigi 1893
- Birichinata infantile, Parigi 1893
- Bimbi in marcia, Parigi 1894
- Cubetti in azione, Parigi 1894
- Il Paese della cuccagna, Parigi 1894
- Idee vaganti, Parigi 1894
- Scintille roventi, Milano 1895
- En cycle: gladiator phebus (à M. Boyer en occasion de l'ouverture du cyclodrome), Parigi 1895
- Generale Carenzi (per i Carabinieri ciclisti), Milano 1895
- Motocycle, Parigi 1895
- Inno al Ticino, testo di F. Fontana, Lugano 1899
- Noi vogliam che ricchi e poveri, testo di F. Fontana, Lugano 1899
- Il canto dei cooperatori, testo di G. Bertacchi, Lugano 1900
- In guardia! (all'egregio maestro di scherma A. Conte, Medaglia d'Oro Olimpica), Lugano 1900
- Auxilium ex-alto (all'amico E. Sollichon), Lugano 1900
- Milan-Milan!, Milano 1900
- Maria Excelsior, Genova 1901
- Inno massonico, testo di Premoli, Lugano 1901
- Marcia inaugurale per l'Esposizione di Torino, 1902
- Inno al Sempione, Milano 1906
- Marcia dei ginnasti (espressamente composta pel Concorso Internazionale Ginnastico dell'Esposizione Universale di Milano), 1906